# Samba (Distrikt)
Der Distrikt Samba (Urdu ضلع سامبا) ist ein Verwaltungsdistrikt im indischen Unionsterritorium Jammu und Kashmir.
Der Distrikt Samba wurde 2007 gegründet. Er war ursprünglich Teil des Distrikts Jammu. Er besteht aus der Stadt Samba und angrenzenden Tehsils. Historisch besteht Samba aus 22 Städten (Mandi genannt). Die Mehrheit der Einwohner sind Rajputen und dienen vielfach in verschiedenen Einheiten und Organisationen der indischen Streitkräfte. Der Distrikt wird durch die Purmandal-Brücke vom Distrikt Jammu getrennt.

## Verwaltung
Der Distrikt Samba besteht aus vier Blöcken: Samba, Vijaypur, Purmandal und Ghagwal. Jeder Block besteht aus mehreren Panchayati Rajs. Der Verwaltungssitz ist Samba.
Der Distrikt hat zwei Wahlkreise.

## Bevölkerung
Nach der Volkszählung von 2011 hat der Distrikt 318.898 Einwohner. Damit liegt er auf Platz 568 der 640 Distrikte in Indien. Die Bevölkerungsdichte betrug 353 Einwohner pro Quadratkilometer. Der Bevölkerungszuwachs von 2001 bis 2011 betrug 16,9 %. Der Distrikt hat eine Geschlechterverteilung von 886 Frauen auf 1000 Männer. Die Alphabetisierungsrate betrug 81,48 %. Nach der Volkszählung von 2001 sind knapp unter 6 % der Einwohner des Distrikts Muslime.